# Hubert Haenel
Hubert Haenel (20 de mayo de 1942-10 de agosto de 2015 en París) fue un político francés y miembro del Senado de Francia. Representó el departamento de Alto Rin y fue un miembro del partido de Unión por un Movimiento Popular.
El 24 de febrero de 2010 fue nominado al Consejo Constitucional de la República Francesa por el presidente del Senado francés Gérard Larcher.